# コントゥルシ・テルメ
コントゥルシ・テルメ（伊: Contursi Terme）は、イタリア共和国カンパニア州サレルノ県にある、人口約3,300人の基礎自治体（コムーネ）。

## 地理

### 位置・広がり

#### 隣接コムーネ
隣接するコムーネは以下の通り。
- カンパーニャ
- コッリアーノ
- オリヴェート・チトラ
- パロモンテ
- ポスティリオーネ
- シチニャーノ・デッリ・アルブルニ

## 行政

### 分離集落
コントゥルシ・テルメには、以下の分離集落（フラツィオーネ）がある。
- Bagni di Contursi, Vulpacchio, Bagni Forlenza, Monte di Pruno, Pruno Sottano, Tempa del Corvo

## パーキンソン病
パーキンソン病の患者が多く存在する地域として知られる。18世紀初めごろこの村に暮らしていたある人の子孫が、イタリア、ギリシア、アメリカ、オーストラリアでそれぞれパーキンソン病を発症していたことが近年になってわかり、遺伝性のパーキンソン病 (家族性パーキンソン病) が初めて報告された。この病気の原因であるα-シヌクレインというタンパク質の遺伝子異常も発見され、パーキンソン病研究の前進にとって大きなきっかけとなった。